# Кро-Патрик
Кро-Патрик (ирл. Cruach Phádraig, англ. Croagh Patrick — «скирда (святого) Патрика») — гора 764 метров в высоту, расположенная на западе Ирландии, в графстве Мейо, в восьми километрах от Уэстпорта и над деревнями Морриск и Леканви. Существует традиция паломничества сюда в последнее воскресенье июля.

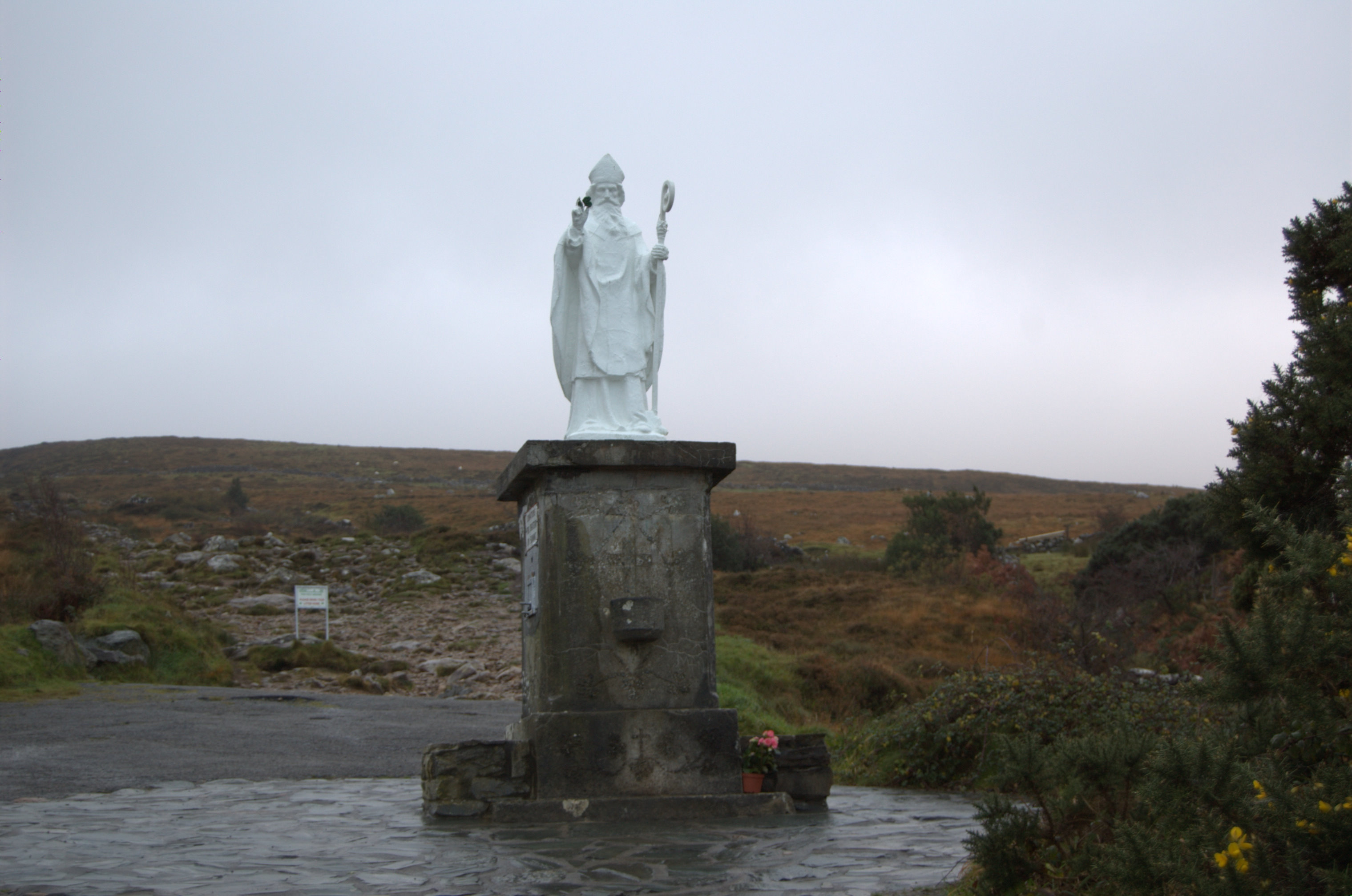
Статуя святого Патрика на Крох Патрик
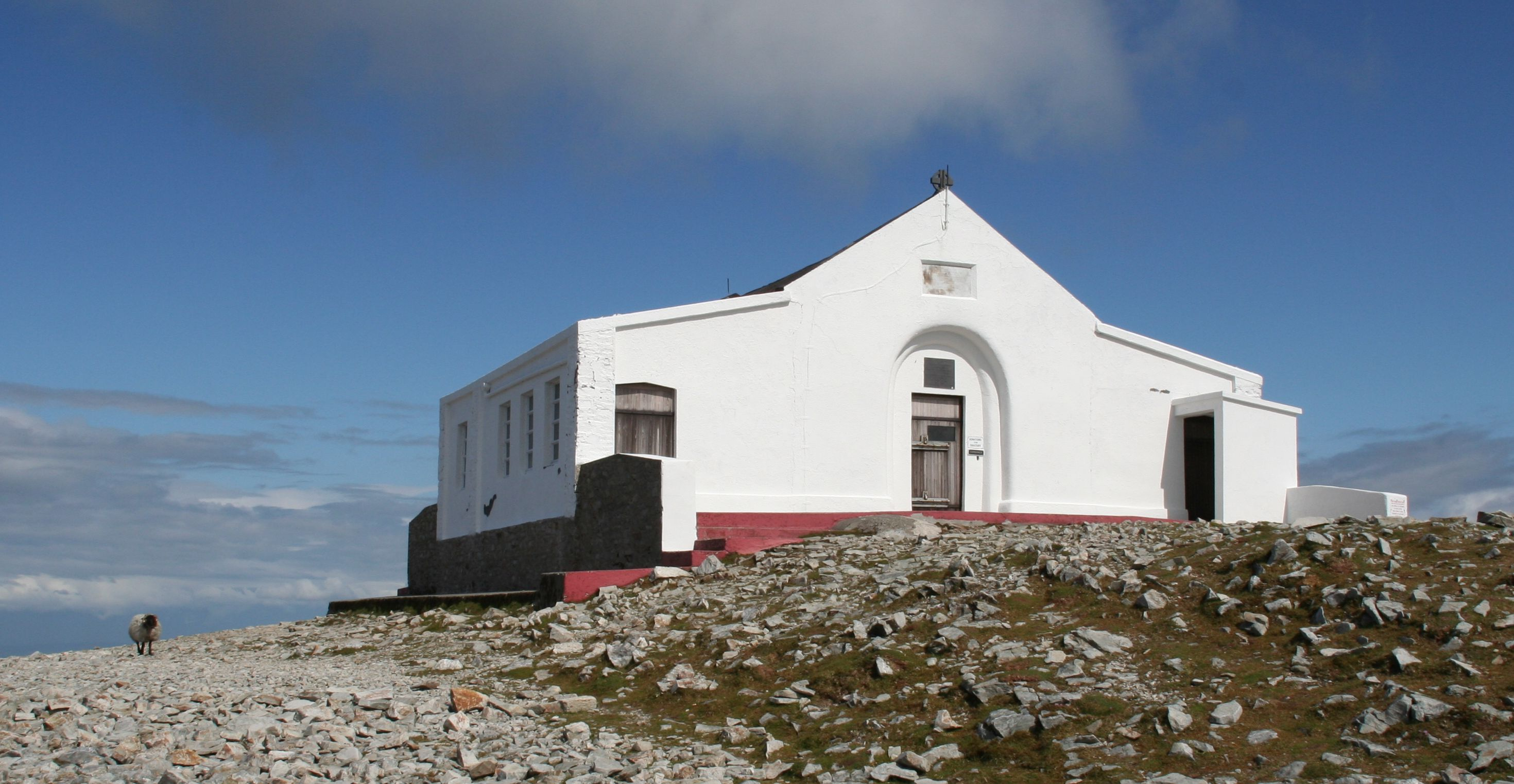
Часовня, расположенная на горе